# عقد 420
عقد 420 هو عقد امتد بين 1 يناير 420 و31 ديسمبر 429 بحسب التقويم الميلادي. سبقه عقد 410 ولحقه عقد 430.

## مواليد
- زينون (425)
- زو تشونغزي (429)

## وفيات
- جيروم (420)
- مارتيانوس كابيلا (428)
- ثيودور المصيصي (428)
- يزدجرد بن سابور (421)
- أكاكيوس قديس آميدا (425)
- مريم المصرية (421)
- الملكة ماوية (425)
- هونوريوس (423)
- بونيفاس الأول (422)
- قسطنطينيوس الثالث (421)
- ماروثا الميافارقيني (422)

## كتب
- Yves Denis Papin (1998). Chronologie de l'histoire ancienne. Lieu de publication non identifié: Éditions Jean-paul Gisserot. ISBN:2-87747-346-5. OCLC:40746926. مؤرشف من الأصل في 2022-03-16.
- موسوعة حضارة العالم (2002) لأحمد محمد عوف.

## روابط خارجية
- تصفح سنة بسنة عقد 420 على موقع onthisday.com
- تصفح سنة بسنة عقد 420 ابتداءً من سنة عقد 420 على موقع المكتبة الوطنية الفرنسية